# Tove Stang Dahl
Tove Stang Dahl
Aftenposten/NTB Scanpix

Link zum Bild

Tove Stang Dahl, geboren als Tove Thiis Stang, (* 9. November 1938 in Oslo; † 11. Februar 1993 auf Gut Larsbråten in Aurskog-Høland, Akershus) war eine norwegische Juristin und Pionierin auf dem Gebiet der Frauenrechte. Sie war die erste Professorin für Frauenrecht an der juridischen Fakultät der Universität Oslo und weltweit und wurde mit dem Ehrendoktorat der Universität Kopenhagen ausgezeichnet. „Ihre bahnbrechende Arbeit an der Schnittstelle von Recht, Sozialwissenschaft und Ethik brachte ihr große internationale Anerkennung ein“, besonders in den nordischen Ländern und in Ost- und Südafrika. „Ihr Werk ist ausgesprochen interdisziplinär.“S. 191

## Leben

### Familie
Tove Thiis Stang war die ältere Tochter des klassischen Philologen und Publizisten Nic. Stang (1908–1971) und der Kunsthistorikerin Ragna Thiis (1909–1978). Sie „wuchs in einer sozial engagierten intellektuellen Familie auf, die eng mit zeitgenössischer Kultur, Kunst und Politik verbunden war.“ Das Elternhaus in Bygdøy war ein regelmäßiger Treffpunkt für Künstler, Wissenschaftler und Intellektuelle.
Toves jüngere Schwester Nina Thiis Stang (1944–1978) arbeitete für das Friedenscorps und für Norad (Norwegian Agency for Development Cooperation) in Uganda und Kenia, wo sie elternlose und benachteiligte Kinder betreute.
Tove Stang war eine Angehörige der verzweigten norwegischen Familie Hansteen, deren Begründer im 18. Jahrhundert aus Dänemark eingewandert war. Francis Bull charakterisierte die Familie als eine, die „über Intelligenz und Schreibfähigkeiten, Interesse an und Sinn für die Kunst“ verfüge, wobei Tove Stang die sechste Generation nach einem „fünf Generationen umspannenden Familienkreis von schreibenden Frauen“ sei.S. 189 f. (Die fünf Generationen waren Conradine Dunker, Vilhelmine Ullmann, Ebba Johanne Ullmann, Ragna Wilhelmine Dons, Ragna Thiis Stang.)
Tove Stang legte ihr Abitur (Examen artium) an der Osloer Domschule ab und studierte dann Jura an der Universität Oslo. Noch als Studentin heiratete sie 1960 den späteren Historiker und Journalisten Hans Fredrik Dahl (* 16. Oktober 1939 in Oslo), den Sohn des Ingenieurs Jacob Dahl (1899–1969) und der Sophie Harbitz (1901–1989).
Tove führte „ein reiches Familienleben mit ihrem Mann, zwei Töchtern und schließlich zwei Schwiegersöhnen und vier Enkelkindern.“S. 189 Als Hans Fredrik den Hof Larsbråten erbte (in Løken bzw. in Mo  gelegen), „zog das Paar mit seinen beiden Töchtern“ dort hin.
Auf diesem Hof starb Tova Stang Dahl im Alter von nur 54 Jahren, nachdem sie zehn Jahre lang mit einer Krebserkrankung gekämpft hatte. „Sie hat ihre Krankheit mit großem Mut und Würde ertragen. […] Das Letzte, was sie im Kreise ihrer Familie sagte, war: ‚Glücklich!‘“S. 194

### Beruf
Nach ihrem Studienabschluss (embetseksamen) 1965 verblieb Tove Stang Dahl an der juridischen Fakultät der Universität Oslo, zunächst am Institut für Kriminologie und Strafrecht, als wissenschaftliche Mitarbeiterin, dann als Universitätsstipendiatin und schließlich als Dozentin (Lektor). 1978 legte sie ihre Promotion ab und wechselte als außerordentliche Professorin (førsteamanuensis) zum Institut für Öffentliches Recht.S. 190
Auf ihre Initiative hin wurde 1974 Frauenrecht als eigenständiges Rechtsfach und als Abteilung an der Universität Oslo eingerichtet. Als Rechtsfach ist es eines von mehreren Wahlfächern im letzten Abschnitt des Jurastudiums. Tove Stang Dahl leitete seit 1979 die Abteilung und 1988 wurde sie zur Professorin für Frauenrecht ernannt.S. 191 Bereits 1986 war ihr von der Universität Kopenhagen die Ehrendoktorwürde verliehen worden.
„Tove Stang Dahl definierte den Zweck des Frauenrechts als Beschreibung, Erläuterung und Verständnis der rechtlichen Stellung der Frauen mit dem spezifischen Ziel, die Stellung der Frauen vor Gericht und in der Gesellschaft zu verbessern.  Die juridische Fakultät der Universität Oslo war weltweit die erste, die das Thema Frauenrecht einführte. Seitdem sind zahlreiche Fakultäten in Europa und in den Vereinigten Staaten diesem Beispiel gefolgt.“S. 191
Tove Stang Dahls Schriften behandeln allgemeine Rechtstheorie, Kriminologie und Strafrecht, Sozialrecht, Kinderrecht und Frauenrecht, wobei Forschungsergebnisse aus den Sozialwissenschaften als Grundlage für die Neugestaltung des Rechts herangezogen werden. Dieser Ansatz „hat die norwegische und nordische Frauen-, Rechts- und Sozialforschung nachhaltig geprägt. Er hat auch die Frauen- und Menschenrechtsforschung im südlichen und östlichen Afrika stark beeinflusst.“
Dahls Doktorarbeit Barnevern og samfunnsvern. Om stat, vitenskap og profesjoner under barnevernets oppkomst i Norge (Kinderschutz und Sozialschutz. Über Staat, Wissenschaft und Berufe in der Entstehungsphase des Kinderschutzes in Norwegen) analysiert die unterschiedlichen Interessen, die um 1900 in Norwegen eine moderne Kinderfürsorge entstehen ließen, wobei juristische, historische und politikwissenschaftliche Erkenntnisse in die Beweisführung einfließen. Nachdem das Werk 1985 auch auf Englisch veröffentlicht worden war, erhielt es große internationale Anerkennung.
Die beiden von Tove Stang Dahl herausgegebenen Sammelbände Kvinnerett (Frauenrecht) wurden ins Englische, Deutsche, Spanische und Portugiesische übersetzt. In diesen wird die „Theorie der Begegnung des geschlechtsneutralen Rechts mit der geschlechtsspezifischen Realität“ begründet und das Frauenrecht als Disziplin begründet, „in einer historischen Phase, in der die formale Geschlechterdiskriminierung überwunden ist.“ Der Beitrag Kvinners rett til penger (Recht der Frauen auf Geld) stellt klar, dass das Familien- und Sozialversicherungsrecht auf der Grundlage rein männlicher Erwerbsarbeit beruht und damit Frauen, die Lohn- und Sorgearbeit leisten, rechtlich schlechter als ihre Männer stellt.
Schon in ihrer Antrittsvorlesung hatte Tove Stang Dahl die Regelung der Sozialversicherungsleistungen analysiert und empirisch aufgezeigt, dass das Sozialversicherungsrecht auf einer „Hausfrauenvermutung“ beruht: „Alle verheirateten Frauen sind bis zum Beweis des Gegenteils Hausfrauen.“S. 191 Damit wird die Notwendigkeit der Neugestaltung des „Hausfrauenrechts“ einleuchtend.
Den muslimske familie (Die muslimische Familie) von 1992 beschreibt die Stellung muslimischer Frauen im Zusammenspiel von staatlicher Gesetzgebung, religiösem Recht und lokalen Gebräuchen. Die Aufsatzsammlung Pene piker haiker ikke (Hübsche Mädchen trampen nicht) erschien posthum und enthält ihre wichtigsten Arbeiten zum Frauen- und Kinderrecht und zum Strafrecht.

### Aktivitäten
Tove Stang Dahls Aktivitäten waren nicht auf ihr akademisches Umfeld beschränkt. Sie spielte eine Schlüsselrolle bei der Gründung von Institutionen wie der Rechtsberatung für Frauen (Juridisk rådgivning for kvinner, kurz JURK), die aus einer Arbeitsgemeinschaft von Jusstudenten und -lehrenden hervorging, oder dem Zentrum für Frauenforschung (Senter for kvinneforskning, heute: Senter for tverrfaglig kjønnsforskning).
Wie ihr Vater und ihr Ehemann, war Tove Stang Dahl „eine politische Radikale.“S. 190 Sie war Mitglied der links der Arbeiderpartiet angesiedelten Sosialistisk Folkeparti (SF) und deren Nachfolgerin Sosialistisk Venstreparti (SV). Für die SV saß sie 1967–1971 als Abgeordnete im Osloer Stadtrats. Sie war Mitglied der radikalfeministischen Kvinnefronten und Vorstandsmitglied der SV-Zeitung Ny Tid. Für ihre Bemühungen um den Nord-Süd-Dialog wurde sie mit dem Anbekele-Preis des Zentrums für Afrikanische Kulturvermittlung (Center for afrikansk kulturformidling) ausgezeichnet.
Auch nach dem Ausbruch ihrer Krankheit setzte Tove Stang Dahl ihre Projekte und Aufgaben unvermindert fort. „Sie liebte das universitäre Umfeld und wurde zu einer Inspiration und treibenden Kraft für viele junge Studenten.“

## Werke (Auswahl)
- Barnevern og samfunnsvern. Om stat, vitenskap og profesjoner under barnevernets oppkomst i Norge. (Kinderschutz und Sozialschutz. Über Staat, Wissenschaft und Berufe in der Entstehungsphase des Kinderschutzes in Norwegen.) Pax, Oslo 1978, ISBN 82-530-0893-7, 1992, ISBN 82-530-1582-8.
  - Child welfare and social defence. (Übersetzer: Gunvor Nyquist), Norwegian University Press, Oslo 1985, ISBN 82-00-07114-6.
- (Als Herausgeber:) Kvinnerett I. Universitetsforlaget, Oslo 1985, ISBN 82-00-07467-6.
- (Als Herausgeber:) Kvinnerett II. Universitetsforlaget, Oslo 1985, ISBN 82-00-07468-4.
  - Women's law. An introduction to feminist jurisprudence. (Übersetzer: Ronald L. Craig) Norwegian University Press, Oslo 1987, ISBN 82-00-18490-0, 1988, ISBN 82-00-18490-0.
  - Frauenrecht. Eine Einführung in feministisches Recht. (Übersetzer: Knut Papendorf, Peter F. Schmitt) (Studienreihe skandinavische Sozialwissenschaften, Band 6)AJZ, Bielefeld 1992, ISBN 3-86039-003-1. (Inhalt)
- Den muslimske familie. En undersøkelse av kvinners rett i islam. (Die muslimische Familie. Eine Untersuchung der Rechte der Frauen im Islam.) Universitetsforlaget, Oalo 1992, ISBN 82-00-21715-9, 2003, ISBN 82-13-02041-3.
  - The Muslim family. A study of women's rights in Islam. Scandinavian University Press, Oslo 1997, ISBN 82-00-22420-1.
- Pene piker haiker ikke. Artikler om kvinnerett, strafferett og velferdsstat. (Hübsche Mädchen trampen nicht. Artikel über die Rechte der Frau, das Strafrecht und den Sozialstaat.) Universitetsforlaget, Oslo, bzw. Akademisk Forlag, Kopenhagen, 1994, ISBN 82-00-03952-8 bzw. 87-50-03290-9.